# Radaniter
Radaniter (också radhaniter, hebreiska sing. רדהני Radhani, pl. רדהנים Radhanim; arabiska الرذنية ar-Raðaniyya) var medeltida (primärt judiska) handelsmän. Huruvida termen användes på ett speciellt skrå, klan eller som generell term för judiska handelsmän i det eurasiska handelsnätverket är oklart då primärkällorna är relativt få. Judiska handelsmän dominerade handeln mellan den kristna och den muslimska världen under tidig medeltid (600 – 1000 e.kr.). Många handelsrutter som etablerades under romarriket kom att fortsätta fungera tack vare deras verksamhet. Deras handelsnätverk sträckte sig från Europa, Nordafrika, Mellanöstern, Centralasien och delar av Indien och Kina. De sysslade bland annat med saqalibaslavhandeln. 

## Historisk betydelse
Under tidig medeltid förbjöd de islamska områdena i Mellanöstern och Nordafrika och de kristna kungadömena i Europa ofta sina respektive handelsmän från att angöra varandras hamnar. Pirater på bägge sidorna plundrade ofta motståndarnas skepp. Radaniterna fungerade här som neutrala mellanhänder hållande kommunikationerna och handeln öppen mellan det gamla Romarriket och Fjärran östern. Som ett resultat av de inkomster detta gav kom judiska handelsmän njuta stora förmåner i det tidiga karolingiska riket i Frankrike och i den muslimska världen. Något som störde de lokala kyrkomyndigheterna. 
Medan majoriteten av handeln mellan Europa och Ostasien traditionellt hade skett på Volgas handelsrutt via persiska och centralasiatiska mellanhänder kom radaniterna vara bland de första att etablera ett handelsnätverks som sträckte sig från västra Europa till östra Asien. Vad som är ännu mer remarkabelt är att handeln skedde kontinuerligt och över lång tid århundraden före Marco Polo och ibn Battuta. Man tror att ibn Battuta reste med muslimska handelsmän följande radaniternas gamla handelsrutt. 
Traditionellt har man ansett att kunskapen att tillverka papper kom till Europa via araberna genom kinesiska krigsfångar tillfångatagna vid slaget vid Talas, istället anser vissa att judiska handelsmän som radaniterna var instrumentet för att föra papperstillverkningen till Europa. Josef av Spanien, möjligtvis en radanit har krediterats av vissa källor att föra de arabiska siffrorna från Indien till Europa. Judar har transporterat stora summor pengar via remburser vilket reducerade risken för rån åtminstone från och med antiken. Något som sattes i system under medeltiden utan tidigare motstycke av judiska handelsmän som radaniterna. Detta kan ses som ett av förstadierna till det banksystem som utvecklades under senmedeltiden.  
Vissa forskare menar att radaniterna spelade en stor roll när Khazarerna konverterade till judendomen. Vidare kan de ha etablerat judiska samhällen längs med deras vidsträckta handelsnätverk från östra Europa till Centralasien, Kina och Indien.  
Vid sidan av ibn Khordadbeh, omnämns radaniterna endast av ett handfullt antal källor. Ibn al-Faqih's tidiga 900-tals Kitab al-Buldan ("Boken om länder") omnämner dem, vilket hämtar de flesta av sina källor från ibn Khordadbehs verk. Sefer ha-Dinim, en hebreisk upptäckning av Yehuda ben Meir från Mainz resor, omnämnande Przemyśl och Kiev som handelsplatser längs med radaniternas nätverk. Under tidigt 1100-talet skriver en fransk-judisk handelsman att han reste med radanitiska handelsmän till Polen.

## Slutet på radaniternas era
Tangdynastins fall i Kina år 908 och förstörelsen av Khazarernas khaganat 60 år senare ledde till vitt spridd kaos i inre Eurasien, Kaukasus och Kina. Handelsvägar blev osäkra. Situationen accentuerades av turkarnas invasion av Persien och Mellanöstern och Sidenvägens kollapsande under följande århundraden. Vidare fragmenterades Dar al-Islam (och till mindre del kristendomen) i små stater vilket gjorde det lättare för icke-judar att ta sig in på marknaderna. Denna period såg framväxten av de Italienska handelsstaterna, speciellt Republiken Genua, Republiken Venedig, Republiken Pisa, och Hertigdömet Amalfi, som såg radaniterna som ovälkomna konkurrenter.
Europas ekonomi förändrades påtagligt i och med att radaniterna försvann. Till exempel visar dokument att många kryddor som var vanliga under den tidiga medeltiden försvann helt under 900 t. Judar hade tidigare till stor del monopol på kryddhandeln.